# International High School of the Gothenburg Region

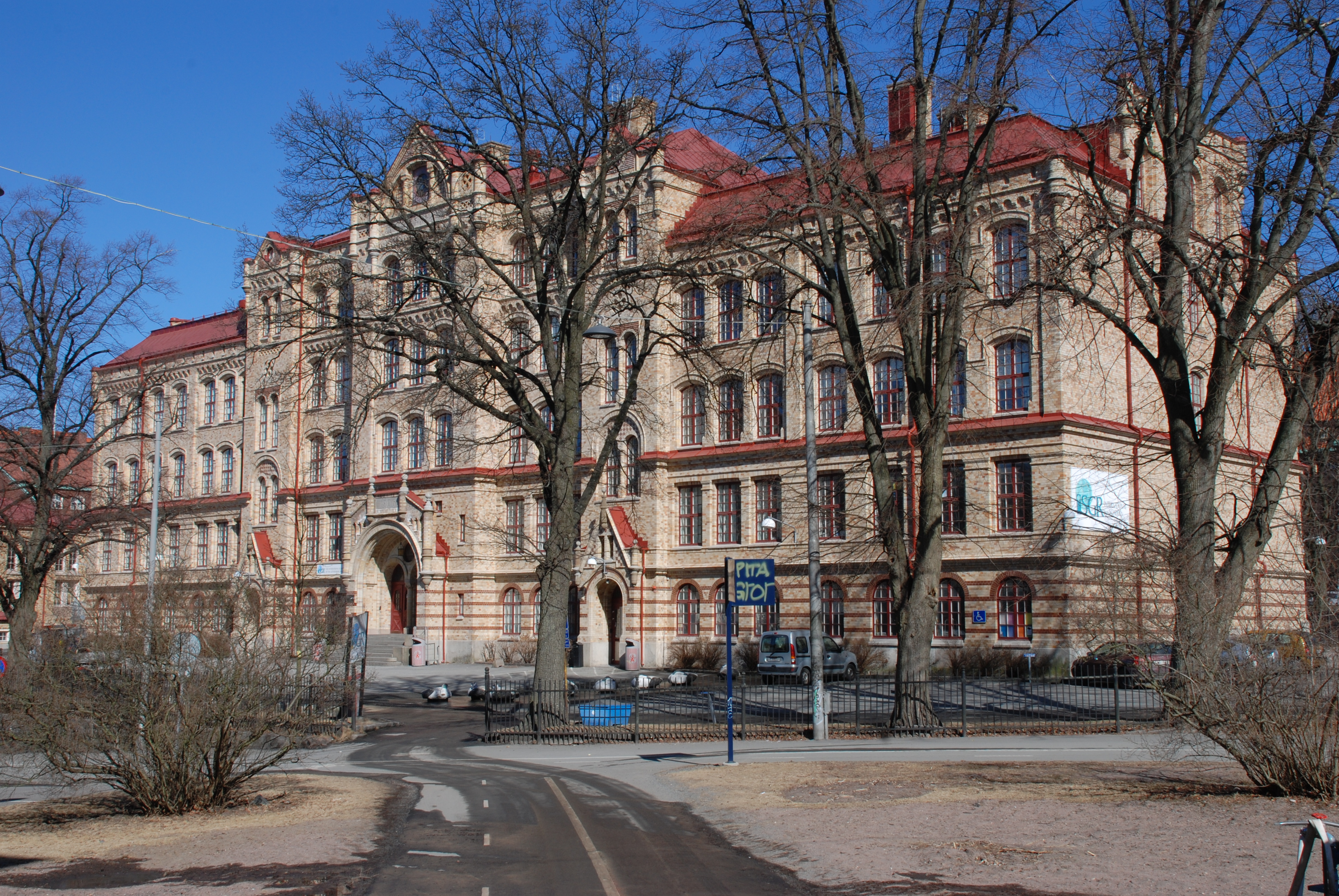
The International High School är inrymd i Götabergsskolan.

The International High School (IHGR) är en kommunal gymnasieskola i Göteborg där all undervisning sker på engelska. Skolan grundades år 2002 på uppdrag av kommuner och näringsliv i regionen, som ett svar på efterfrågan på engelskspråkig gymnasieundervisning. IHGR är inrymd i Götabergsskolan, en påkostad tegelbyggnad från 1906 på Molinsgatan 6, belägen ca 400 meter från Götaplatsen. Skolan erbjuder fyra högskoleförberedande program varav IB-programmet utgör den största gruppen. 
Många av skolans 370 elever har en bakgrund i svensk grundskola. Cirka 70 olika nationaliteter finns representerade. Ungefär hälften av skolans elever fortsätter sina studier vid universitet utomlands, främst i Storbritannien. The International High School har också en aktiv alumni-kår som arrangerar årliga återträffar på både svenska och utländsk mark. 

## Program
IHGR har följande program:
- Naturvetenskapligt program, 2500 poäng
- Samhällsvetenskapligt program, 2500 poäng
- Spetsprogrammet: Samhällsvetenskapligt program med avancerad Engelska
- International Baccalaureate Programme (IB)